# Недзвецький Микола
Мико́ла Недзве́цький, Недзведський (Недзвідський) Микола Францович (1891, Київ — 3 вересня 1977) — український композитор, музичний педагог.

## Біографічні відомості
Закінчив Київську консерваторію. Від 1920 року викладав теоретичні предмети в Київській консерваторії. Емігрував. Був професором філії Українського музичного інституту у Вашингтоні.
Автор симфонічних, камерних, фортепіанних творів.